# Caso Juan Pablo Maestre y Mirta Misetich
Como Caso Juan Pablo Maestre y Mirta Misetich se conoce el secuestro, ocurrido el 13 de julio de 1971, de la pareja integrada por Juan Pablo Maestre -asesinado en el mismo día- y Mirta Misetich -quien continúa desaparecida- durante la autodenominada Revolución Argentina, siendo presidente de facto el teniente general Lanusse. Ambos eran militantes de las FAR, organización peronista revolucionaria de la época y su secuestro tuvo amplia repercusión. Según Pedro Lipcovich, la desaparición de Misatich fue la primera en la que desde el primer momento hubo pruebas de la participación de fuerzas de seguridad y también la primera operación en la que el terrorismo de Estado puso a punto la metodología –incluyendo zona liberada– que habría de utilizar sistemáticamente a partir del golpe de Estado del 1976.

## Vida
Juan Pablo venía de una familia de tradición peronista conformada por ocho hermanos que vivían con su madre en Ezeiza. Se conoció con Mirta Misetich, que había sido educada en colegios religiosos, cursando la carrera de sociología en la Universidad de Buenos Aires.  Juan Pablo estuvo entre los primeros militantes de las FAR (Fuerzas Armadas Revolucionarias), y Mirta se incorporó a la organización en 1968, sosteniendo hasta su muerte, según sus allegados, "una forma de hacer política, una forma de definir la vida, en la que se aunaban el valor y la piedad". Participó en el copamiento de la ciudad de Garín realizado por las FAR el 30 de julio de 1970 en el que los guerrilleros mataron un policía.

## Antecedentes al hecho
El 2 de julio de 1971, en la provincia de San Juan, había sido secuestrado Marcelo Verd y su esposa Sara Palacios, quienes permanecen desaparecidos. Verd pertenecía también a la organización guerrillera FAR. El secuestro fue efectuado por efectivos pertenecientes a fuerzas de seguridad estatales, sin que en ese momento –a diferencia de lo que sucedería con el matrimonio Maestre– pudieran verificarse pruebas de esa pertenencia.
Verd fue torturado en procura de información y su declaración hizo posible que el 7 de julio se intentara el secuestro, en Buenos Aires, de Roberto Quieto, perteneciente a la misma organización. Esta operación fue frustrada porque la resistencia de Quieto y su esposa alertaron a un auto policial, que interceptó a los secuestradores: éstos se identificaron como policías y no tuvieron más remedio que convertir en legal la detención del militante. Faltaba el concepto de “zona liberada”.

## Secuestro
La pareja Maestre-Misetich fue secuestrada el martes 13 de julio de 1971, al salir de la casa de los padres de Mirta, en la calle Amenábar 2224 de la ciudad de Buenos Aires. Mirta logró pedir socorro antes de ser introducida en un coche y Juan Pablo pudo correr unos metros, escuchándose tres disparos antes de que cayera y fuera también introducido en el coche. Un día después apareció el cadáver de un joven en Escobar, con dos impactos de bala que, pese a la obstrucción policial, fue reconocido como el de Juan Pablo Maestre. Hasta el día de hoy el cuerpo de Mirta no apareció. Al rato, en respuesta a denuncias de los vecinos, llegaron dos patrulleros de la seccional 33a. Los policías le ordenaron al portero que limpiara la sangre de Juan Pablo, se llevaron un zapato que había quedado de Mirta, y omitieron iniciar actuaciones por el secuestro.
Un equipo de abogados integrado por Rodolfo Ortega Peña, Eduardo Luis Duhalde, Mario Hernández, Roberto Sinigaglia, Silvio Frondizi y Susana Delgado aportó pruebas de la participación de organismos de seguridad: el anuncio del procedimiento había sido escuchado por radioaficionados en la frecuencia policial y, en la mañana del día del secuestro, una comisión de la Superintendencia de Seguridad Federal se había presentado en la firma Gillette, donde había trabajado Maestre, a fin de detenerlo. Todos esos abogados fueron posteriormente asesinados por la Triple A o detenidos desaparecidos, a excepción de Duhalde que pudo exiliarse en el 76 y Delgado de la que no hay información.

### Antonio Anselmo Misetich
El hermano de Mirta Misetich (y cuñado de Juan Pablo Maestre), Antonio Misetich (n. 17/01/1939),   trabajaba en Estados Unidos como investigador científico y obtuvo un doctorado del Massachusetts Institute of Technology . Cuando su hermana fue secuestrada, viajó de inmediato a la Argentina para tratar de rescatarla. Luego comenzó a trabajar en la Comisión Nacional de Energía Atómica (CNEA). Tuvo 2 hijas y fue secuestrado el 19 de abril de 1976 en La Lucila.

## Repercusiones
El secuestro tuvo amplia repercusión en la opinión pública. Especialmente el diario La Opinión le otorgó una cobertura destacada que incluyó las tapas del 20, 21 y 22 de julio. Más de mil personas formaron el cortejo fúnebre de Juan Pablo Maestre. Las Fuerzas Armadas Revolucionarias emitieron un comunicado afirmando que Juan Pablo Maestre era integrante de sus filas y que había actuado como jefe del grupo de 30 guerrilleros que asaltó un camión militar con armas en Pilar, en el que mataron al teniente Mario César Asúa y dejaron parapléjico al conscripto Hugo Alberto Vacca, y en las acciones de toma de la ciudad de Garín. El ex Mayor Bernardo Alberte leyó en el entierro un texto que da buena imagen del marco en que se desarrolló este caso:

Hubiera querido rendir este homenaje en silencio. Pero la indignación frente a este bárbaro crimen, no me deja. Tengo que desahogarme. Ofrendo mi cuerpo, que es lo único que tengo, en esta lucha que los peronistas tienen en este momento. No hablo solo en mi nombre, hablo también por mandato de los compañeros peronistas empeñados en la misma lucha en la que estuvo Juan Pablo, de las organizaciones revolucionarias que han perdido a un militante y también quiero representar en este momento a Mirta Misetich, víctima de la agresión y la represión, orquestada que no pueden limitar la acción de las organizaciones fantasmas que no sólo han atentado contra la vida de Maestre, sino que tienen encarcelados a Ongaro, a Tosco, y de quienes, gracias a su entereza, pudo salvarse el doctor Roberto Quieto. Los miembros de esas organizaciones fantasmas son los mismos que atentaron contra el dirigente gremial telefónico Julio Guillan y contra el padre Carlos Mujica, aquí presente. Pero esto puede comprenderse porque su vocero Alcides López Aufranc, dijo en Cuyo que el Ejército debe matar a todos los enemigos de la patria, a los extranjeros y a los argentinos ligados a las fuerzas que atentan contra nuestro pensar occidental y cristiano. Habla de cristianismo, pero no hesitó en apuntar con sus ametralladoras y bazucas a los fieles que en Córdoba tomaron el arzobispado para protestar por las condiciones de vida impuestas. Por eso, este hecho que hoy debemos vivir no está alejado de los otros y tampoco de la desaparición del matrimonio Verd, en San Juan, ni la persecución  contra los estudiantes en todo el pais. Los estudiantes tienen derecho a pedir un cambio, una patria justa, libre y soberana, Todos estos hechos están vinculados entre sí y demuestra que estamos ante una escalada de la represión.

En el anterior discurso también se recordó que Maestre era hijo de Buenaventura Luna, "que muere cuando Juan Pablo tenía 9 años. De él hereda su gusto por el canto y el folklore". Algunas fuentes citaron luego al general Jorge Esteban Cáceres Monié, jefe de policía en los tiempos de Lanusse, como responsable del secuestro.

## Enlaces
- Canción homenaje a Maestre dentro del disco "Cantata Montoneros" (1973) del Grupo Huerque Mapu.